# Amitaba
Amitaba (em sânscrito:  अमिताभ, Amitābha, IPA: [ɐmɪˈtaːbʱɐ]), também conhecido como Amitāyus, é o principal Buda do Budismo da Terra Pura. No Budismo Vajrayana, ele é conhecido pelos atributos de longevidade, discernimento, percepção pura, purificação dos agregados e profunda consciência da vacuidade de todos os fenômenos. De acordo com o Sutra da Longa Vida, ele possui méritos imensuráveis resultantes de boas ações em inúmeras vidas passadas como um bodisatva chamado Darmácara. Amitaba significa "luz incomensurável", e Amitāyus significa "vida incomensurável", então ele às vezes é chamado de "o Buda de luz e vida incomensuráveis".